# Downdetector
Downdetector（ダウンディテクター）は、SNSの書き込みを利用することにより、様々なWebサービス・通信サービスなどの障害発生状況をリアルタイムに推測しているWebサイト・スマートフォン向けアプリケーションである。後述するように、SNSの投稿を情報源としているため、誤検知を含むことがある。

## 概要
2012年4月にTom SandersとSander van de Graafによって開設され、2018年8月にSpeedtest.netを運営するOokla社に買収された。
DowndetectorはWebサイト上のコメント欄やTwitterなどに投稿された、ユーザーによる障害の報告を基にサービスの障害の発生有無を判定している。また、障害報告が投稿された地域を地図上にプロットしている。
45ヶ国で利用可能であり、国によってどのサービスを監視しているかは異なる。

## 問題点
上述の通り、Twitterに投稿された内容を収集することで障害発生を判定しているため、誤検出が起きることがある。
過去にはソフトバンクで通信障害が発生した際、NTTドコモやauに言及したツイートが収集され、ドコモ・auでも障害が発生したという誤報が表示されていたことがある。また、この際はTwitterやGmailなど、全く障害が発生していなかったWebサービスもソフトバンクの通信障害と同時に障害が発生していたと表示されていた。
この問題はDowndetectorも認識しており、免責事項として「ツイートの内容の正確性は保証できません。ツイートの選択アルゴリズムの改善には取り組み続けていますが、『誤判定』や『誤検出』されたツイートを表示しないと保証することはできません。」と免責事項に記されている。